# Тавацано кон Вилавеско
Таваца̀но кон Вилавѐско (на италиански: Tavazzano con Villavesco, на западноломбардски: Tavasan cun Vilavesch, Тавасан кюн Вилавеск) е община в Северна Италия, провинция Лоди, регион Ломбардия. Разположена е на 82 m надморска височина. Населението на общината е 6177 души (към 2015 г.).
Административен център е градче Тавацано (Tavazzano).